# Bukowiec (powiat iławski)
Bukowiec (dawniej Bukowitz) – osada w Polsce położona na Pojezierzu Iławskim w województwie warmińsko-mazurskim, w powiecie iławskim, w gminie Zalewo, na półwyspie rozdzielającym akwen jeziora Jeziorak na jeziora Płaskie i Jeziorak (właściwy). W latach 1975–1998 miejscowość administracyjnie należała do województwa olsztyńskiego.
Wieś szkatułowa na trzech włókach wzmiankowana w dokumentach z roku 1705. W roku 1782 w osadzie odnotowano dwa domy, natomiast w 1858 w dwóch gospodarstwach domowych było 22 mieszkańców. W latach 1937–39 było 72 mieszkańców. W roku 1973 jako osada Bukowiec należał do powiatu morąskiego, gmina i poczta Zalewo.
Nieduża świątynia zbudowana w 1580 na planie prostokąta, wewnątrz ołtarz główny manierystyczny z pocz. XVII w.